# Lijst van plaatsen in Denemarken
Onderstaande lijst van plaatsen in Denemarken is gebaseerd op de definitie van "stedelijk" gebied die door het Deense bureau voor statistiek wordt gehanteerd.

## Definitie
Een plaats (in het Deens by, synoniem met stad) wordt gedefinieerd als een bebouwd gebied met meer dan 200 inwoners, waarbij de afstand tussen de bebouwing niet meer mag zijn dan 200 meter, afgezien van een interruptie in de bebouwing door publieke faciliteiten zoals parken, begraafplaatsen, etc.

## Plaatsen

### A
- Aabenraa
- Aabybro
- Aakirkeby
- Aalborg
- Aalestrup
- Aarhus
- Aars
- Aarsdale
- Aarup
- Abild
- Åbyen
- Åbyskov
- Adsbøl
- Ådum
- Ærøskøbing
- Ågård
- Agerbæk
- Agerskov
- Agersø
- Agersted
- Ågerup
- Agger
- Aggersund
- Aidt
- Albæk
- Ålbæk

- Albertslund
- Åle
- Algestrup
- Alken
- Allerslev
- Allese
- Allingåbro
- Allinge-Sandvig
- Almind
- Als
- Alslev
- Alsønderup
- Ålsrode
- Ålum
- Anderstrup
- Andkær
- Andrup
- Annisse
- Annisse Nord
- Ans
- Ansager
- Årby
- Arden
- Arentsminde
- Arnager
- Arnakke

- Arnborg
- Arnum
- Årøsund
- Årre
- Arrild
- Årslev
- Asaa
- Asferg
- Askov
- Asnæs
- Asp
- Assens
- Assens (Mariagerfjord)
- Assentoft
- Asserballe
- Åstrup
- Astrup (Hjørring)
- Astrup (Mariagerfjord)
- Astrup (Ringkøbing-Skjern)
- Åsum
- Augustenborg
- Aulum
- Auning
- Aunslev
- Avnbøl

### B
- Bække
- Bækmarksbro
- Bælum
- Bagenkop
- Balka
- Balling
- Bandholm
- Bangsebro
- Barde
- Båring
- Barrit
- Bårse
- Beder (plaats)
- Bedsted (Thisted)
- Bedsted (Tønder)
- Bellinge
- Bevtoft
- Biersted
- Billum
- Billund
- Bindslev
- Birgittelyst
- Birkelse
- Birkende
- Birket
- Bislev
- Bisserup
- Bjæverskov
- Bjergby (Hjørring)
- Bjergby (Morsø)
- Bjerge
- Bjerndrup
- Bjerre
- Bjerreby
- Bjerregård
- Bjerregrav

- Bjerringbro
- Blåhøj
- Blans
- Blegind
- Blenstrup
- Blistrup
- Blokhus
- Blommenslyst
- Blovstrød
- Boderne
- Boeslunde
- Bogense
- Bøgeskov
- Bogø
- Bøjden
- Bolderslev
- Bølling
- Bonderup
- Bønnerup Strand
- Bonnet
- Borbjerg
- Bording
- Børglum
- Børkop
- Borre
- Borris
- Borum
- Borup
- Bøvlingbjerg
- Bovlstrup
- Bovrup
- Brådebæk
- Brædstrup
- Brændekilde
- Bramming
- Brande

- Branderslev
- Branderup
- Bredal
- Bredbjerg
- Bredebro
- Bredsten
- Bredstrup
- Bregninge (Ærø)
- Bregninge (Svendborg)
- Brejning
- Bremdal
- Brenderup
- Breum
- Broager
- Broby Overdrev
- Brobyværk
- Brøderup
- Brødeskov
- Brøndby
- Brønderslev
- Brøns
- Brønshøj
- Brørup
- Brovst
- Brundby
- Bruunshåb
- Brylle
- Bryndum
- Bryrup
- Bullerup
- Bur
- Buresø
- Bybjerg
- Bylderup-Bov
- Byrum

### C
- Christiansfeld

- Christiansø

### D
- Dalby
- Dalby Huse
- Dalbyover
- Dall Villaby
- Dalmose
- Dannemare
- Daugård
- Davinde

- Demstrup
- Dianalund
- Diernæs
- Døstrup (Mariagerfjord)
- Døstrup (Tønder)
- Dråby
- Dragør

- Dronninglund
- Dronningmølle
- Dueodde
- Durup
- Dybbøl
- Dybvad
- Dyreborg

### E
- Ebberup
- Ebeltoft
- Egebæk
- Egebjerg (Horsens)
- Egebjerg (Odsherred)
- Egebjerg (Svendborg)
- Egense
- Egernsund
- Egeskov
- Eggeslevmagle
- Egsmark
- Egtved
- Ejby (Køge)

- Ejby (Lejre)
- Ejby (Middelfart)
- Ejlstrup
- Ejsing
- Ejstrupholm
- Elev (plaats)
- Ellidshøj
- Elling
- Ellinge
- Endrup
- Engesvang
- Englerup
- Enø

- Enslev
- Errindlev
- Erslev
- Esbjerg
- Esbønderup
- Esbønderup Kohave
- Eskebjerg
- Eskilstrup
- Espe
- Esrum
- Everdrup
- Evetofte

### F
- Faaborg
- Faldsled
- Fandrup
- Fangel
- Farendløse
- Fårevejle Kirkeby
- Fårevejle Stationsby
- Fårhus
- Farre (Favrskov)
- Farre (Vejle)
- Farsø
- Farstrup
- Farum
- Fårup (Jammerbugt)
- Fårup (Randers)
- Fårvang
- Fasterholt
- Faxe
- Faxe Ladeplads
- Feldballe
- Felsted
- Fensmark

- Ferritslev
- Ferslev (Aalborg)
- Ferslev (Frederikssund)
- Filskov
- Finderup
- Fjellerad
- Fjellerup
- Fjelsø
- Fjelsted
- Fjelstervang
- Fjelstrup
- Fjenneslev
- Fjerritslev
- Flakkebjerg
- Flauenskjold
- Flemløse
- Fly
- Folby
- Fole
- Følle
- Føllenslev
- Føns

- Forlev
- Førslev
- Fraugde
- Fredensborg Stationsby
- Fredericia
- Frederiks
- Frederiksberg
- Frederikshavn
- Frederikssund
- Frederiksværk
- Frejlev (Aalborg)
- Frejlev (Guldborgsund)
- Frifelt
- Frørup
- Frøslev
- Frøstrup
- Fruering
- Fuglebjerg
- Funder Kirkeby
- Furesø
- Fynshav

### G
- Gadbjerg
- Gadevang
- Gadstrup
- Gærum
- Galten
- Gamby
- Gammel Kalvehave
- Gammel Rye
- Gammel Tølløse
- Gandrup
- Ganløse
- Gårslev
- Gassum
- Gedser
- Gedsted
- Gedved
- Gelsted
- Genner
- Gentofte
- Gerlev
- Gershøj
- Gesten
- Gevninge
- Gilleleje
- Gimming
- Gislev
- Gislinge
- Gistrup
- Give

- Givskud
- Gjerlev
- Gjern
- Gjerrild
- Gjesing
- Gjessø
- Gjøl
- Gladsaxe
- Glamsbjerg
- Glejbjerg
- Glesborg
- Glostrup
- Glud
- Gludsted
- Glumsø
- Glyngøre
- Godthåb
- Gørding
- Gørlev
- Gørløse
- Gøttrup
- Grædstrup
- Grænge
- Græse
- Græse Bakkeby
- Græsted
- Gram
- Gråsten
- Grauballe

- Gredstedbro
- Grejs
- Grenaa
- Greve Landsby
- Greve Strand
- Grevinge
- Grimstrup
- Grindsted
- Grønbjerg (Ringkøbing-Skjern)
- Grønbjerg (Velje)
- Grønhøj
- Grønnemose
- Grumstrup
- Grundfør
- Gudbjerg
- Guderup
- Gudhjem
- Gudme
- Gudum
- Gudumholm
- Guldager
- Guldbæk
- Guldborg
- Gullestrup
- Gundsølille
- Gundsømagle
- Gurre
- Gylling
- Gyrstinge

### H
- Haarby
- Hadbjerg
- Haderslev
- Haderup
- Hadsten
- Hadsund
- Hadsund Syd
- Hagested
- Haldbjerg
- Hald (Randers)
- Hald (Skive)
- Hald Ege
- Haldrup
- Hallund
- Hals
- Halvrimmen
- Hammel
- Hammelev
- Hammershøj
- Hampen
- Handest
- Hanstholm
- Harboøre
- Hårby
- Harken
- Harlev
- Hårlev
- Harndrup
- Harridslev
- Hårslev
- Harte
- Hårup
- Hasle
- Haslev
- Haslund
- Hasselø Plantage
- Håstrup
- Hatting
- Havbro
- Havdrup
- Haverslev
- Havndal
- Havneby
- Havnebyen
- Havnsø
- Havnstrup
- Havrebjerg
- Hedehusene
- Heden
- Hedensted
- Hee
- Hejls
- Hejnsvig
- Hejsager
- Hellebæk
- Hellested
- Hellevad
- Helsinge

- Helsingør
- Helstrup
- Hem
- Hemmet
- Henne Stationsby
- Herborg
- Herlev
- Herlufmagle
- Herning
- Herrestrup
- Herringe
- Herringløse
- Herrup
- Herskind
- Herslev
- Hesselager
- Hillerød
- Hillerslev
- Hillested
- Hinnerup
- Hirtshals
- Hjallerup
- Hjarup
- Hjerm
- Hjordkær
- Hjørring
- Hjortshøj
- Hjulby
- Hobro
- Hodsager
- Høgild
- Højby (Odense)
- Højby (Odsherred)
- Højer
- Højmark
- Højslev
- Højslev Stationsby
- Høl
- Holbæk
- Holbæk
- Holbøl
- Holeby
- Holløse
- Holløselund
- Holm
- Holme Olstrup
- Holmstrup
- Holstebro
- Holsted
- Holtug
- Høm
- Høng
- Hoptrup
- Horbelev
- Hørby (Frederikshavn)
- Hørby (Holbæk)

- Hørby (Mariagerfjord)
- Hørdum
- Hornbæk
- Hornborg
- Horne (Faaborg-Midtfyn)
- Horne (Hjørring)
- Horne (Varde)
- Hørning (Randers)
- Hørning (Skanderborg)
- Hornslet
- Hornsyld
- Hornum
- Horreby
- Horsens
- Horslunde
- Høruphav
- Hørve
- Hosby
- Høsterkøb
- Hostrupskov
- Hou
- Houlbjerg
- Hov
- Hovborg
- Hovedgård
- Hoven
- Hovslund St.
- Humble
- Humlebæk
- Humlum
- Hundborg
- Hundelev
- Hunderup
- Hundested
- Hundshale
- Hundslev
- Hundslund
- Hundstrup
- Hune
- Hunseby
- Hurup
- Husum-Ballum
- Hvalpsund
- Hvam Mejeriby
- Hvam Stationsby
- Hvidbjerg (Skive)
- Hvidbjerg (Struer)
- Hvidbjerg (Vejle)
- Hvide Sande
- Hvidovre
- Hvilsom
- Hvornum
- Hvorslev
- Hylke
- Hyllested
- Hyllinge

### I
- Idestrup
- Idom
- Ikast

- Ilskov
- Ingstrup
- Isenvad

- Ishøj
- Ishøj Landsby

### J
- Jægerspris
- Janderup
- Jebjerg
- Jegerup
- Jegind
- Jegstrup
- Jejsing

- Jelling
- Jels
- Jerlev
- Jernved
- Jersie
- Jerslev
- Jerup

- Jordløse
- Jordrup
- Jørlunde
- Juelsminde
- Jyderup
- Jyllinge
- Jystrup

### K
- Kær
- Kagerup
- Kaldred
- Kalundborg
- Kalvehave
- Kappendrup
- Karby
- Karise
- Karleby
- Karrebæksminde
- Karup
- Kås
- Kauslunde
- Kelstrup
- Kerteminde
- Ketting
- Kettinge
- Kibæk
- Kildebrønde
- Kilden
- Kirke Eskilstrup
- Kirke Helsinge
- Kirke Hørup
- Kirke Hvalsø
- Kirke Hyllinge
- Kirke Såby
- Kirke Sonnerup
- Kirke Stillinge

- Kirke Værløse
- Kirkeby (Bornholm)
- Kirkeby (Svendborg)
- Kjeldbjerg
- Kjellerup
- Klarskov
- Klarup
- Klejtrup
- Klemensker
- Klim
- Klinkby
- Klintebjerg
- Klintholm Havn
- Kliplev
- Klippinge
- Klitmøller
- Klokkerholm
- Kloster
- Klovborg
- Knabstrup
- Knebel
- Knudby
- Knudsker
- Køge
- Kølby
- Koldby
- Kolding
- Kolind

- Kølkær
- Kollemorten
- Kollund
- Kollund Østerskov
- Kølvrå
- Køng
- Kongerslev
- Kopenhagen
- Korinth
- Korning
- Korsør
- Kragelund
- Krunderup
- Kruså
- Kulhuse
- Kundby
- Kværkeby
- Kværkeby St.by
- Kværndrup
- Kværs
- Kvanløse
- Kvissel
- Kvistgård
- Kvong
- Kvorning
- Kyndby
- Kyndby Huse
- Kyndeløse Sydmark

### L
- Lading
- Landerslev
- Landet
- Langå (Nyborg)
- Langå (Randers)
- Langebæk
- Langeskov
- Langesø
- Langholt
- Langø
- Låsby
- Laurbjerg
- Ledøje
- Lejre
- Lellinge
- Lem (Ringkøbing-Skjern)
- Lem (Skive)
- Lemming
- Lemvig
- Lendum
- Levring
- Lihme
- Lillerød
- Lime

- Linå
- Linde
- Lindelse
- Lindknud
- Lindved
- Lintrup
- Lisbjerg
- Liseleje
- Listed
- Lobbæk
- Lødderup
- Løgstør
- Løgstrup
- Løgten
- Løgumgårde
- Løgumkloster
- Lohals
- Løjt Kirkeby
- Løkken
- Lomborg
- Lønborg
- Lønstrup
- Lørslev

- Lov
- Løve
- Løvel
- Lumby
- Lund
- Lundby (Aalborg)
- Lundby (Vordingborg)
- Lunde (Nordfyn)
- Lunde (Varde)
- Lundeborg
- Lunderskov
- Lustrup
- Lyderslev
- Lyndby
- Lyne
- Lyngå
- Lyngby
- Lyngby
- Lyngby-Taarbæk
- Lyngerup
- Lynge-Uggeløse
- Lyngså
- Lysabild
- Lystrup

### M
- Magleby
- Malling
- Mammen
- Måre
- Mariager
- Maribo
- Marielyst
- Mårslet
- Marslev
- Mårsø
- Marstal
- Marstrup
- Maugstrup
- Mejlby (Århus)
- Mejlby (Randers)

- Mejrup Kirkeby
- Melby
- Mellerup
- Meløse
- Melsted
- Menstrup
- Mern
- Mesinge
- Middelfart
- Millinge
- Møgeltønder
- Mogenstrup (Holstebro)
- Mogenstrup (Næstved)
- Mølby
- Møldrup

- Møllehave
- Mønsted
- Mørke
- Mørkøv
- Morud
- Mosbjerg
- Moseby
- Mou
- Muleby
- Mundelstrup
- Munke Bjergby
- Munkebo
- Munkerup
- Myreby

### N
- Næsbjerg
- Næsbyhoved Broby
- Næstved
- Nagelsti
- Nakskov
- Nårup
- Neder Hvam
- Neder Randlev
- Neder Vindinge
- Nederby
- Nexø
- Nibe
- Niløse
- Nim
- Nimtofte
- Nivå
- Nivå Havn
- No
- Nødebo
- Nørager (Norddjurs)
- Nørager (Rebild)
- Nordborg
- Nordby
- Nordbyen
- Nordenskov

- Nordrup
- Nørhalne
- Nørholm
- Nørre Aaby
- Nørre Alslev
- Nørre Bork
- Nørre Broby
- Nørre Dalby
- Nørre Felding
- Nørre Galten
- Nørre Herlev
- Nørre Knudstrup
- Nørre Kollund
- Nørre Kongerslev
- Nørre Lyndelse
- Nørre Nebel
- Nørre Nissum
- Nørre Snede
- Nørre Søby
- Nørre Vedby
- Nørre Vejrup
- Nørre Vilstrup
- Nørre Vissing
- Nørre Vorupør

- Nørreballe
- Nørresundby
- Nors
- Norup
- Nørup
- Nøvling (Aalborg)
- Nøvling (Herning)
- Nustrup
- Ny Hammersholt
- Ny Højen
- Ny Nørup
- Nybøl
- Nyborg
- Nyby
- Nyker
- Nykøbing Falster
- Nykøbing Mors
- Nykøbing Sjælland
- Nykøbing Strandhuse
- Nylars
- Nymindegab
- Nyråd
- Nyrup
- Nysted

### O
- Oddense
- Odder
- Odense
- Ødis
- Ødis-Bramdrup
- Ødsted
- Ødum
- Oksbøl (Sønderborg)
- Oksbøl (Varde)
- Ølgod
- Ølholm
- Ollerup
- Olsker
- Ølsted (Frederiksværk-Hundested)
- Ølsted (Hedensted)
- Ølsted Strandhuse
- Ølsted Sydstrand
- Ølstrup
- Ølstykke St.
- Øm
- Ommel
- Onsbjerg
- Ønslev
- Ørbæk
- Ørby
- Ordrup Strand
- Orehoved

- Ormslev
- Ørnhøj
- Ørslev (Ringsted)
- Ørslev (Vordingborg)
- Ørsted (Norddjurs)
- Ørsted (Roskilde)
- Ørting
- Ortved
- Ørum (Norddjurs)
- Ørum (Viborg)
- Øsby
- Øsløs
- Østbirk
- Osted
- Østengård
- Øster Alling
- Øster Assels
- Øster Bjerregrav
- Øster Brønderslev
- Øster Doense
- Øster Højst
- Øster Hornum
- Øster Hurup
- Øster Jølby
- Øster Kippinge
- Øster Lindet
- Øster Lyng

- Øster Snede
- Øster Sømarken
- Øster Tørslev
- Øster Ulslev
- Øster Vedsted
- Øster Vrøgum
- Østerby (Fredericia)
- Østerby (Jammerbugt)
- Østerby Havn
- Østerild
- Østerlars
- Østermarie
- Østervrå
- Østrup (Nordfyn)
- Østrup (Vesthimmerland)
- Otterup
- Oue
- Oure
- Outrup
- Over Dråby Strand
- Over Holluf
- Over Hornbæk
- Over Jerstal
- Overby
- Overlade

### P
- Padborg
- Paderup
- Pandrup
- Pårup

- Pedersker
- Pindstrup
- Pjedsted
- Poulstrup

- Poulsker
- Præstbro
- Præstø

### R
- Ræhr
- Rækker Mølle
- Rågeleje
- Rakkeby
- Ramløse
- Ramme
- Ramsing
- Ramten
- Randbøldal
- Randers
- Rantzausminde
- Ranum
- Rårup
- Rask Mølle
- Råsted
- Ravnkilde
- Ravnsbjerg
- Ravnshøj
- Ravnsnæs
- Ravnstrup
- Ravsted
- Rebild
- Redsted
- Reerslev
- Reersø

- Refsvindinge
- Regstrup
- Rejsby
- Rens
- Resenstad
- Revninge
- Ribe
- Rindsholm
- Ringe
- Ringkøbing
- Ringsted
- Rinkenæs
- Rø
- Roager
- Røbro
- Rødby
- Rødbyhavn
- Rødding
- Rødekro
- Rødkærsbro
- Rødovre
- Rodskov
- Rødvig
- Røjle

- Rold
- Rolsted
- Rønbjerg
- Rønde
- Rønne
- Rønnebæk
- Rønnede
- Rønninge
- Rørbæk
- Rørby
- Rørvig
- Roskilde
- Roslev
- Rostrup
- Rude
- Rudersdal
- Rudkøbing
- Ruds Vedby
- Rutsker
- Ry
- Ryde
- Rynkeby
- Ryomgård
- Ryslinge

### S
- Sabro
- Sæby
- Særslev
- Sahl
- Saksild
- Sakskøbing
- Sall
- Salten
- Saltum
- Sandager
- Sandby
- Sandkås
- Sandved
- Sankt Klemens
- Sebbersund
- Seden
- Seden Strand
- Sejerby
- Sejerslev
- Sejet
- Sejling
- Selde
- Selling
- Sengeløse
- Sennels
- Serritslev
- Serup
- Sevel
- Sexo
- Sig
- Sigerslev
- Silkeborg
- Simested
- Simmelkær
- Sindal
- Sinding (Herning)
- Sinding (Silkeborg)
- Sjelle
- Sjølund
- Sjørring
- Sjørslev
- Sjørup
- Skads
- Skægkær
- Skælskør
- Skærbæk
- Skærød
- Skærup
- Skævinge
- Skagen
- Skalbjerg
- Skals
- Skamby
- Skanderborg
- Skanderup
- Skarrild
- Skårup
- Skave
- Skelby
- Skelde
- Skelhøje
- Skellebjerg
- Skellerup
- Skelund
- Skibbild
- Skibby
- Skibet
- Skibinge
- Skive
- Skjern
- Skjød
- Skjørring
- Skodborg
- Skodsbøl
- Skodsborg

- Skørping
- Skovby (Skanderborg)
- Skovby (Sønderborg)
- Skovlund
- Skovsgård
- Skraverup
- Skuderløse
- Skuldelev
- Slagelse
- Slagslunde
- Slangerup
- Slimminge
- Slots Bjergby
- Smidstrup (Gribskov)
- Smidstrup (Vejle)
- Smørumovre
- Snaptun
- Snave
- Snedsted
- Snertinge
- Sneslev
- Snøde
- Snogebæk
- Snoghøj
- Snoldelev
- Søborg (Gladsaxe)
- Søborg (Gribskov)
- Søby
- Søften
- Søgård
- Solbjerg
- Søllested
- Søllinge
- Solrød Strand
- Sommersted
- Sønder Bjert
- Sønder Felding
- Sønder Hygum
- Sønder Jernløse
- Sønder Nissum
- Sønder Omme
- Sønder Onsild
- Sønder Onsild Strandby
- Sønder Rind
- Sønder Rubjerg
- Sønder Sejerslev
- Sønder Stenderup
- Sønder Vedby Skovhuse
- Sønder Vilstrup
- Sønder Vissing
- Sønder Vium
- Sønderbæk
- Sønderborg
- Sønderby
- Sønderho
- Sønderholm
- Søndersø
- Sønderup
- Sørbymagle
- Sorø
- Sorring
- Sorthat
- Sørup
- Sørvad
- Søstrup
- Søsum
- Søvang
- Søvind
- Spangsbro
- Sparkær
- Spentrup
- Spjald
- Spodsbjerg
- Spørring
- Staby

- Stae
- Stakroge
- Starup
- Stårup
- Stauning
- Stavtrup
- Stege
- Stenderup (Billund)
- Stenderup (Hedensted)
- Stenlille
- Stenløse
- Stenseby
- Stenstrup (Helsingør)
- Stenstrup (Svendborg)
- Stensved
- Stenum
- Stenvad
- Stepping
- Stevning
- Stevnstrup
- Stige
- Stigs Bjergby
- Stilling
- Stjær
- Stoholm
- Stokkemarke
- Store Andst
- Store Damme
- Store Darum
- Store Fuglede
- Store Heddinge
- Store Lyngby
- Store Merløse
- Store Rørbæk
- Store Valby
- Storring
- Storvorde
- Stouby
- Støvring (Randers)
- Støvring (Rebild)
- Strammelse
- Strand Esbønderup
- Strandby
- Strandhuse
- Strib
- Strøby
- Strøby Egede
- Struer
- Stubbæk
- Stubbekøbing
- Stubberup
- Studsgård
- Studstrup
- Styding
- Suldrup
- Sulsted
- Sundby (Guldborgsund)
- Sundby (Morsø)
- Sundby (Thisted)
- Sunds
- Svallerup
- Svaneke
- Svanninge
- Svebølle
- Svejbæk
- Svendborg
- Svenstrup (Aalborg)
- Svenstrup (Favrskov)
- Svenstrup (Slagelse)
- Svenstrup (Sønderborg)
- Svindinge
- Svinninge
- Svogerslev
- Systofte Skovby
- Syvsten

### T
- Taastrup
- Tandslet
- Tangbjerg
- Tange
- Tånum
- Tapdrup
- Tappernøje
- Taps
- Tarm
- Tårnby
- Tarp
- Tårs
- Tarup
- Tårup
- Taulov
- Tebstrup
- Teestrup
- Teglkås
- Tejn
- Terndrup
- Terslev
- Tersløse
- Them
- Thisted
- Thorning
- Thorsager
- Thorshøj
- Thorsminde
- Thorsø

- Thurø
- Thyborøn
- Thyregod
- Tikøb
- Timring
- Tinghøj
- Tinglev
- Tingsted
- Tirstrup
- Tise
- Tistrup
- Tisvilde
- Tjæreborg
- Tjebberup
- Todbjerg
- Tødsø
- Tofterup
- Toftlund
- Toksværd
- Tølløse
- Tolne
- Tommerup
- Tommerup St.by
- Tønder
- Toreby
- Torkilstrup
- Tornby
- Tornemark
- Torø Huse

- Torrild
- Tørring
- Tørsbøl
- Torslunde
- Torup
- Træden
- Tranbjerg
- Tranebjerg
- Tranum
- Trelde
- Trige
- Troense
- Troldhede
- Trørød
- Trustrup
- Tryggelev
- Tullebølle
- Tulstrup (Hillerød)
- Tulstrup (Ikast-Brande)
- Tune
- Turup
- Tuse
- Tved
- Tvede
- Tversted
- Tvingstrup
- Tvis
- Tybjerglille Bakker
- Tylstrup

### U
- Ubby
- Udby
- Udbyhøj Vasehuse
- Udsholt Strand
- Uge
- Ugelbølle
- Ugerløse
- Uggelhuse
- Uggerby

- Uggerhalne
- Uggerslev
- Uglev
- Uhre
- Ulbjerg
- Ulbølle
- Uldum
- Ulfborg
- Ullerslev

- Ullerup
- Ullits
- Ulsted
- Ulstrup (Favrskov)
- Ulstrup (Kalundborg)
- Undløse
- Utterslev
- Uvelse

### V
- Vadum
- Væggerløse
- Værløse
- Værum
- Vallensbæk
- Valløby
- Vålse
- Valsgård
- Valsted
- Vamdrup
- Vammen
- Vandel
- Vang
- Vantinge
- Varde
- Varnæs
- Vårst
- Vebbestrup
- Vedde
- Veddelev
- Veddum
- Vedskølle
- Vedsted
- Veflinge
- Vegger
- Vejby
- Vejby Strand
- Vejen
- Vejle
- Vejrumbro
- Vejrumstad
- Vejruplund
- Vejstrup
- Veksø
- Vellerup
- Vellev
- Velling

- Vemb
- Vemmedrup
- Venslev
- Verninge
- Vesløs
- Vestbirk
- Vestbjerg
- Vester Åby
- Vester Hæsinge
- Vester Hassing
- Vester Hjermitslev
- Vester Hornum
- Vester Nebel (Esbjerg)
- Vester Nebel (Kolding)
- Vester Såby
- Vester Skerninge
- Vester Sottrup
- Vester Torup
- Vester Vedsted
- Vesterby
- Vestermarie
- Vesterø Havn
- Vestervig
- Vetterslev
- Viborg
- Viby
- Videbæk
- Vidstrup
- Vig
- Vigersted
- Vildbjerg
- Vils
- Vilslev
- Vilsted
- Vilsund Vest
- Vind
- Vindblæs

- Vindeballe
- Vindeby
- Vinderød
- Vinderslev
- Vinderup
- Vindinge
- Vinkel
- Vipperød
- Virklund
- Virring
- Visborg
- Visby
- Vissenbjerg
- Vissing
- Vitten
- Viuf
- Vivild
- Vodskov
- Vodstrup
- Voel
- Voerladegård
- Voerså
- Vognsild
- Vojens
- Voldby (Favrskov)
- Voldby (Norddjurs)
- Voldum
- Vonge
- Vor Frue
- Vorbasse
- Vordingborg
- Vorgod
- Vrå
- Vrensted
- Vridsløsemagle
- Vridsted
- Vrinners

### Y
- Ydby